# Heterelmis nitidulus
Heterelmis nitidulus är en skalbaggsart som beskrevs av Leconte 1866. Heterelmis nitidulus ingår i släktet Heterelmis och familjen bäckbaggar. Inga underarter finns listade i Catalogue of Life.